# 二重溪 (臺南市大內區)
二重溪，是臺灣臺南市大內區的一個傳統地域名稱，位於該區東南部。相較於今日行政區，其範圍大致包括曲溪里、二溪里。
本地區境內主要聚落為口庄、內湖、唭哩咓、新社、大匏崙，其中口庄、內湖兩聚落間設有二溪國小。另外，南瀛天文館設在境內。

## 歷史
台灣日治初期，二重溪地區為一街庄，稱為「二重溪庄」（舊制街庄），隸屬於楠梓仙溪西里。該庄昔日西、北、東隔曾文溪與內庄、頭社庄、鳴頭庄、口宵里庄為界，南邊為芒仔芒庄、牛稠埔庄。
1901年（日治明治三十四年）11月11日，全台廢縣廳改設二十廳，該庄隸屬於臺南廳。1903年（明治三十六年）9月1日，該庄編入「外噍吧哖區」，隸屬於臺南廳。1909年（明治四十二年）10月25日，全台合併二十廳為十二廳，外噍吧哖區仍隸屬於臺南廳。1920年（大正九年）10月1日，全台地方制度大改正，廢十二廳改設五州二廳，該庄改制為「二重溪」大字，隸屬於臺南州曾文郡大內庄（新制街庄）。
戰後大內庄改制為大內鄉，隸屬於臺南縣，大字亦改制為村。1950年（民國39年）10月25日，雲、嘉、南分治，大內鄉仍隸屬於臺南縣。2010年（民國99年）12月25日，臺南縣、市合併為直轄臺南市，大內鄉改制為大內區，村亦改制為里。

## 聚落
本地區發展較早的聚落為口庄、內湖、井仔口（已消失）、唭哩咓，在日治期初期的官方地圖上已有記載。此外，本地區尚有新社、大匏崙聚落。

## 交通
省道台84線又稱「東西向快速公路－北門玉井線」，經過本地區北部中央凸出部分，並在境內市道178號交會處設有二溪交流道。由此可快速前往台84線沿線各地，或銜接國道3號、國道1號。
市道178號是中崙至大匏崙的道路，其東側端點（終點）位於本地區北部大匏崙附近。由此向東南經過省道台84線二溪交流道後轉南再轉西，會經過口庄聚落南側。由該道路西行可前往山上區西北端、善化區、安定區、安南區東北部，並止於省道台17甲線路口。
區道南184線是新庄至二重溪的道路，其東側端點（終點）位於本地區西部口庄聚落西南郊的市道178號路口。

## 學校
- 二溪國小

## 科學場館
- 南瀛天文館